# Александър Андреев
Вижте пояснителната страница за други личности с името Александър Андреев.
Александър Иванов Андреев – Чапата е български революционер, войвода на Вътрешната македоно-одринска реолюционна организация.

## Биография
Александър Андреев е роден на 20 юли 1883 година в град София. Завършва прогимназия в София и през 1901 година става четник Кръстю Асенов в Гевгелийската чета. По-късно е четник в четите на Христо Чернопеев и Иван Наумов Алябака, с когото действа в Кичевско и Велешко, а от август 1907 година става велешки районен войвода.
След Младотурската революция, през юли 1908 година се завръща в София, но когато на следната 1909 година Тодор Александров, Христо Чернопеев и други дейци възобновяват дейността на ВМОРО, Александър Андреев отново активно се включва в революционното движение. През май 1911 година отново е войвода на чета във Велешко, а в 1912 година действа с четата на Тане Николов в Солунско и Ениджевардарско.
Взима участие в Балканската, Междусъюзническата и Първата световна война – в партизанските части, организирани и водени от ВМОРО. През първата световна война участва в потушаването на Топлишкото въстание под командването на Михаил Думбалаков.
След 1918 г. се оттегля от активна революционна дейност и се установява да живее
в София, където умира в 1928 година.